# Gayle (cantante)
Taylor Gayle Rutherfurd, nota semplicemente come Gayle (Plano, 10 giugno 2004), è una cantautrice statunitense.
Diventata nota al grande pubblico grazie al singolo ABCDEFU, che ha raggiunto la vetta della classifica britannica ed è diventato un successo globale, nel corso della sua carriera ha pubblicato tre EP e ottenuto nomine nell'ambito di premiazioni come Grammy Awards, MTV Video Music Awards, MTV Europe Music Awards, American Music Awards e Billboard Music Award.

## Biografia
Nata a Plano, Rutherfurd si trasferisce a Nashville all'età di 7 anni. Nel 2020 inizia a pubblicare alcuni singoli da artista indipendente, venendo così notata da Kara DioGuardi che le permette di ottenere un contratto discografico con Atlantic Records e Arthouse Entertainment, quest'ultima di proprietà della stessa DioGuardi. Nel 2021 pubblica il singolo ABCDEFU che, trainato inizialmente dalla viralità ottenuta su TikTok, diventa successivamente un successo globale in grado di piazzarsi in vetta alle classifiche di nazioni come Regno Unito, Irlanda, Germania e Svizzera e di posizionarsi sul podio della Billboard Hot 100. 
In seguito a questo successo, l'artista intraprende i suoi primi concerti da headliner e pubblica il singolo Ur Just Horny, secondo estratto dall'EP A Study of the Human Experience Volume One, il quale viene pubblicato nel marzo 2022. Nel corso del 2022 l'artista prosegue sia con l'attività concertistica, aprendo concerti per Tate McRae e AJR oltre a esibirsi in numerosi festival, che con l'attività discografica, pubblicando il suo secondo EP A Study of the Human Experience Volume Two.  Nel contempo Gayle viene nominata per vari premi musicali, tra cui il Grammy Award alla canzone dell'anno, e ha modo di esibirsi durante gli MTV Europe Music Awards 2022. 
Nel 2023 apre alcuni concerti del The Eras Tour di Taylor Swift e del Summer Carnival di P!nk, oltre a prendere parte alla colonna sonora del film Barbie con Butterflies (cover di Butterfly dei Crazy Town) e co-scrivere il singolo di Kelly Clarkson Me. Segue l'annuncio del suo primo tour da headliner, eseguito tra ottobre e novembre 2023.

## Discografia

### EP
- 2022 – A Study of the Human Experience Volume One
- 2022 – A Study of the Human Experience Volume Two
- 2022 – A Study of the Human Experience Volume Two and a Half
- 2023 – This Was My Setlist When I Opened up for People This Year

### Raccolte
- 2023 – Hello This Is the Setlist for My Tour

### Singoli
- 2020 – Z
- 2020 – Dumbass
- 2020 – Happy for You
- 2020 – Orange Peel
- 2021 – ABCDEFU
- 2022 – Ur Just Horny
- 2022 – Don't Trip (con Justus Bennetts)
- 2022 – Indieedgycool
- 2022 – God Has a Sense of Humor
- 2022 – FMK (feat. Blackbear)
- 2023 – Everybody Hates Me
- 2023 – Fantasy (con Lauren Spencer-Smith ed Em Beihold)
- 2023 – Don't Call Me Pretty
- 2023 – Butterflies
- 2023 – Leave Me for Dead
- 2023 – I Don't Sleep as Good as I Used To
- 2024 – Kinda Smacks (con Royal & the Serpent)
- 2024 – Internet Baby